# Fiat AS.1
Il Fiat AS.1 era un monoplano monomotore prodotto dall'azienda italiana Fiat Aviazione a partire dalla seconda metà degli anni venti del XX secolo.
Il progetto dell'AS.1 nacque in seno all'azienda Ansaldo con il nome di Ansaldo Sport 1 (da cui la sigla A.S.1) ma, anche in ragione dello stato di crisi dell'azienda genovese, venne commercializzato con il marchio Fiat; per questa ragione viene talvolta indicato anche come Fiat-Ansaldo A.S.1.
Nato come prodotto destinato al mercato civile degli aerei da turismo, ottenne risultati di rilievo in alcune competizioni sportive, fu protagonista di alcuni raid aerei su lunga distanza e fece registrare alcuni record mondiali nella propria categoria di riferimento. Seppur marginalmente, venne utilizzato anche in ambito militare sia in Italia che all'estero; alcuni esemplari vennero impiegati (in entrambi gli schieramenti) nel corso della guerra di Spagna.

## Storia del progetto
Nel gennaio 1928 il Ministero dell'aeronautica emise una specifica per la fornitura di un nuovo velivolo leggero da utilizzarsi nei ruoli di aereo da turismo, da collegamento ed addestratore basico e da destinare alle scuole di volo civili, agli aeroclub, alla Reale Unione Nazionale Aeronautica (RUNA) ed alla Regia Aeronautica.

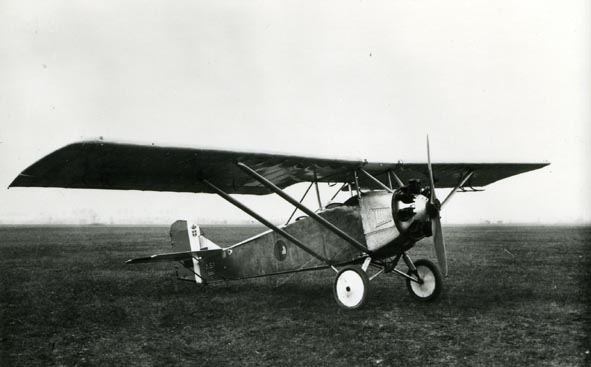
Fiat AS.1 sul campo di volo.

Al bando di concorso parteciparono la quasi totalità delle aziende di produzione aeronautica del territorio nazionale, tra cui la Fiat Aviazione che presentò un modello sviluppato dalla Ansaldo prima della acquisizione della stessa da parte dell'azienda torinese, nel 1926, l'AS.1. Alla fine furono addirittura dieci i progetti che vennero ritenuti all'altezza dei requisiti richiesti; oltre all'A.S.1, l'AVIA FL.3, il Breda Ba.15, il CAB C.4, il CANT 26, il Caproni Ca.100, l'IMAM Ro.5, il Macchi M.70, il Magni Vittoria ed il Piaggio P.9.
Il primo esemplare, caratterizzato da struttura mista (legno e metallo) e dotato di motore cecoslovacco Walter da 90 CV, fu portato in volo il 3 luglio 1928 da Renato Donati; la linea di produzione, in ogni caso, prevedeva l'impiego di un motore radiale Fiat A.50, della medesima potenza.
L'AS.1 venne valutato nell'ambito di prove comparative nel febbraio 1929: la commissione esaminatrice lo ritenne superiore agli altri modelli ed Il Ministero aggiudicò quindi alla Fiat un contratto di fornitura.
Nel successivo 1930 il velivolo venne sottoposto ad un'attenta opera di sviluppo che portò alla realizzazione di apposite versioni idrovolante o dedicate all'impiego da campi di volo innevati (rispettivamente dotate di galleggianti a scarponi o di sci, in sostituzione del carrello).
In quello stesso anno furono inoltre realizzate due versioni costruite con struttura interamente metallica: la prima, denominata AS.2, si differenziava dall'originale per l'impiego di un propulsore Fiat A.50S (da 100 CV) mentre la seconda, denominata TR.1, rappresentava un'evoluzione più marcata del modello, caratterizzandosi per la singola cabina di pilotaggio chiusa, in luogo del doppio abitacolo in tandem e scoperto previsto nella prima versione. Per quest'ultima viariante era prevista la possibilità di impiegare anche il motore Fiat A.53 da 110 CV.

## Tecnica

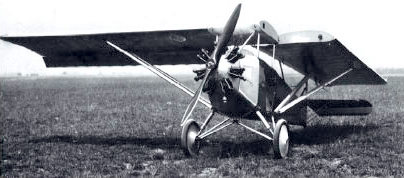
Un Fiat AS.1 con la semiala sinistra ripiegata.

Il Fiat AS.1 era un monoplano con ala alta a parasole, monomotore e monoposto. Costruito impiegando sia legno che materiali metallici, con rivestimento in tela e compensato e, nella sezione di prua dietro al motore, in pannelli metallici.
La fusoliera aveva sezione rettangolare ed alloggiava, in due distinte postazioni scoperte, gli abitacoli del pilota e dell'allievo (o, a seconda del caso, del passeggero) dotati di doppio comando.
Ciascuna semiala era sorretta da due aste di controvento disposte diagonalmente, che ne collegavano la parte mediana con la parte inferiore della fusoliera. Nella parte superiore della fusoliera, in corrispondenza con la cabina di pilotaggio, altri montanti (di minori dimensioni) sostenevano la parte centrale dell'ala.
In coda gli impennaggi erano di tipo classico, anch'essi controventati da una singola asta che partiva dalla fusoliera.
Il carrello era fisso di tipo biciclo ad assali incrociati con elementi dotati di ruota singola; in coda era disposto un pattino d'appoggio.
Il motore con il quale erano equipaggiati gli esemplari di serie dell'AS.1 era il Fiat A.50, un radiale a sette cilindri raffreddati ad aria, in grado di sviluppare la potenza di 90 CV. Nelle versioni successive venne prevista l'installazione di sviluppi del medesimo propulsore: la versione AS.2 montava il Fiat A.50S (da 100 CV) mentre per la TR.1 era prevista la possibilità di impiegare anche il Fiat A.53 (da 110 CV).

## Impiego operativo

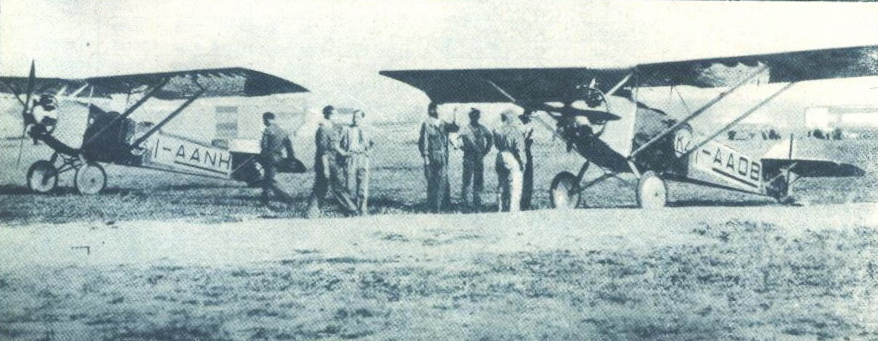
Due Fiat AS.1 nel corso del Challenge International de Tourisme del 1929.

I diversi esemplari del velivolo venduti sul mercato privato presero parte a numerose manifestazioni sportive ottenendo risultati soddisfacenti: del 1929 la partecipazione al "Challenge International de Tourisme" organizzato dalla Fédération Aéronautique Internationale e del 1930 quella al "Giro d'Italia" aeronautico.
Di elevato impatto mediatico furono alcuni raid compiuti da Francis Lombardi nel biennio 1930 - 1931: nel febbraio del 1930 raggiunse Mogadiscio dopo essere partito da Roma ed aver coperto 8 047 km in volo; tra il 13 ed il 22 luglio del 1930, insieme al meccanico Gino Cappannini, volò da Vercelli a Tokyo. La terza impresa, questa volta portata a termine fra il 28 ottobre del 1930 e l'11 gennaio del 1931 con un gruppo composto da tre Fiat AS.2, fu costituita da un tour del continente africano, durante il quale gli equipaggi con Lombardi, l'ingegner Mario Rasini ed il conte Franco Mazzotti coprirono complessivamente 27 600 km.
Infine il nome del Fiat AS.1 è legato ad alcune prestazioni rimaste negli annali: furono infatti diversi i record d'altitudine ottenuti impiegando il leggero monoplano torinese. Il 20 febbraio 1930 Renato Donati, partendo dall'aeroporto di Roma-Montecelio, raggiunse la quota di 6 782 m; quasi tre anni dopo fu la volta di Furio Niclot Doglio che ai comandi di un AS.1, appositamente dotato di motore CNA C7 da 160 CV, si aggiudicò due diversi primati: il 28 dicembre 1932, con il velivolo in versione Idro e decollando dall'Idroscalo Lido di Roma, raggiunse i 7 363 m e due giorni dopo, con lo stesso velivolo ma dotato di carrello d'atterraggio, arrivò a toccare quota 9 282 m.

## Versioni

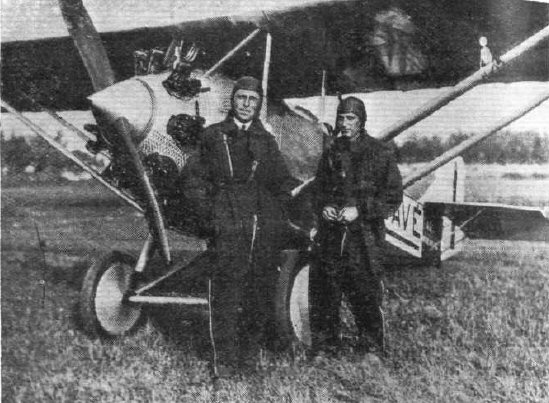
Francis Lombardi e Gino Cappannini posano davanti al loro Fiat AS.1 al termine del loro raid fra Vercelli e Tokyo.

- AS.1: prima versione di produzione in serie; realizzata in circa 500 esemplari[1], aveva struttura mista in legno e metallo ed impiegava il motore Fiat A.50 da 90 CV;
  - AS.1 Idro: realizzata nel 1930, dotata di galleggianti a scarponi in sostituzione del carrello d'atterraggio;
  - AS.1 Sci: anch'essa risalente al 1930; analogamente alla precedente prevedeva l'impiego di sci in luogo del carrello, per l'utilizzo da campi di volo innevati;
- AS.2: versione con struttura interamente metallica (realizzata con l'impiego di duralluminio ed acciaio); le misure esterne prevedevano solo un allungamento marginale della fusoliera (pari a 17 cm.). Dotata di motore Fiat A.50S da 100 CV, fu costruita in circa 50 esemplari[1];
- TR.1: versione con cabina di pilotaggio completamente chiusa; rispetto all'originale aveva ali di apertura e superficie ridotte (rispettivamente a 9 m. ed a 13,50 m²) e faceva registrare un leggero incremento di peso (a vuoto 440 kg, a pieno carico 725 kg)[13]. Le fonti reperite non riportano il numero complessivo degli esemplari costruiti, mentre (relativamente al registro italiano) risultano essere stati immatricolati solo tre velivoli, tutti nel mese di agosto del 1930[14].

## Utilizzatori

### Militari
Austria
- Heimwehr Flieger Korps

operò con un esemplare, marche A-126.
 Etiopia
- Imperial Ethiopian Aviation

acquistò un esemplare nel 1929.
 Italia
- Regia Aeronautica

 Spagna
- Fuerzas Aéreas de la República Española

operò con 3 esemplari, dal 1936 prima e durante le fasi della Guerra civile spagnola; uno o più velivoli vennero catturati dalle forze nazionaliste ed utilizzati con i loro colori.
 Spagna
- Aviación Nacional

operò con 3 esemplari, marche 30  (XX) codice assegnato ai velivoli da addestramento e collegamento, fino al termine della Guerra civile spagnola.
 Spagna
- Ejército del Aire

gli esemplari sopravvissuti rimasero in servizio nella ricostituita aeronautica militare fino al 1949.

### Periodici
- Turismo anni trenta - Ansaldo Sport 1/2 ovvero Fiat AS.1/2, in Aerofan, vol. 6, aprile-giugno 1983,  pp. pagg. 12–21.
- (EN) The Fiat "A.S.1" - A New Italian Light Plane, in Flight, Sutton, Surrey - UK, Reed Business Information Ltd., 16 maggio 1929,  pp. pag. 400. URL consultato il 29 dicembre 2012.
- (EN) Olympia Aero Shows - The Fiat A.S.1, in Flight, Sutton, Surrey - UK, Reed Business Information Ltd., 18 luglio 1929,  pp. pagg. 733-4. URL consultato il 29 dicembre 2012.
- (EN) Germany Provisionally Wins International Light 'Plane Tour, in Flight, Sutton, Surrey - UK, Reed Business Information Ltd., 29 agosto 1929,  pp. pag. 925. URL consultato il 3 gennaio 2013.
- (EN) World's Record - Light Aeroplanes (Two-seater) Italy, in Flight, Sutton, Surrey - UK, Reed Business Information Ltd., 14 marzo 1930,  pp. pag. 308. URL consultato il 29 dicembre 2012.
- (EN) Italy - Japan, in Flight, Sutton, Surrey - UK, Reed Business Information Ltd., 8 agosto 1930,  pp. pag. 896. URL consultato il 29 dicembre 2012.
- (EN) Circuit of Italy, in Flight, Sutton, Surrey - UK, Reed Business Information Ltd., 5 settembre 1930,  pp. pag. 991. URL consultato il 1º gennaio 2013.
- (EN) Round Africa by light 'plane, in Flight, Sutton, Surrey - UK, Reed Business Information Ltd., 13 febbraio 1931,  pp. pag. 137. URL consultato il 29 dicembre 2012.
- (EN) The World's Aviation Records, in Flight, Sutton, Surrey - UK, Reed Business Information Ltd., 16 agosto 1934,  pp. pag. 844. URL consultato il 1º gennaio 2013.